# Мурсийская низменность
Мурсийская низменность — низменность в регионах Валенсия и Мурсия на юго-востоке Испании.
Мурсийская низменность протягивается вдоль побережья Средиземного моря на расстояние около 100 км, между городами Аликанте и Картахена. Поверхность холмистая. Низменность сложена рыхлыми аллювиальными отложениями. В прибрежной полосе расположены лагуны, встречаются дюны. Дренируется низовьями Сегуры и других рек. Годовое количество осадков не превышает 400 мм. Плантации цитрусовых, финиковой пальмы, рисовые поля.